# Taagepera
Taagepera – wieś w Estonii, prowincji Valga, w gminie Helme.